# Hilaire Momi
Hilaire Momi   (Bangui, 16 de març de 1990) és un exfutbolista centreafricà de la dècada de 2010.
Fou internacional amb la selecció de futbol de la República Centreafricana. Pel que fa a clubs, destacà a Cotonsport Garoua, Le Mans i Sint-Truiden.